# ゾンビ特急地獄行き
『ホラー・エクスプレス ゾンビ特急“地獄”行』（ホラー・エクスプレス ゾンビとっきゅうじごくいき、原題：Horror Express）は、1972年公開のホラー映画。イギリスとスペインの合作で、グラナダ・フィルム＝ベンマー・プロダクションが製作した。日本では劇場未公開で、ビデオスルー作品として各社からビデオソフトが販売された。
販売元によって邦題表記が異なり、『ホラー・エクスプレス ゾンビ特急"地獄"行』（紀伊國屋書店・IMAGICA 2005年）、『ホラー・エクスプレス』（WHDジャパン 2007年）、『ホラー・エクスプレス/ゾンビ特急地獄行』（スティングレイ 2015年）の3つが存在する。

## キャスト
※括弧内は2015年7月31日発売ブルーレイの日本語吹替キャスト
- アレクサンダー・サクストン教授 - クリストファー・リー（佐々木勝彦）
- ウェルズ医師 - ピーター・カッシング（大木民夫）
- カザン隊長 - テリー・サバラス（森山周一郎[1]）
- プジャルドフ神父 - アルベルト・デ・メンドーサ（青山穣）
- イリーナ - シルヴィア・トルトーサ（的場加恵）
- ミロフ警部 - フリオ・ペーニャ（仲木隆司）
- ナターシャ - ヘルガ・リーネ（一城みゆ希）
- ペトロスキー伯爵 - ホルヘ・リガウド（村松康雄）
- イェフトチェンコ - アンヘル・デル・ポーゾ（柳澤健次）
- ジョーンズ夫人 - アリス・ラインハート（槇原千夏）

1977年に『水曜ロードショー』放映が予定されていたが放映されなかった。BD化された際にはその未製作の吹き替えを再現すべく極力当時活躍されていたベテランを中心にキャスティングされ、メインにはピーター・カッシング＝大木民夫、テリー・サヴァラス＝森山周一郎といった往年のフィックス声優が起用された。通常、この規模の旧作を新録で吹き替えを作ることはなく、担当の暴走であったという。

## スタッフ
- 製作 - バーナード・ゴードン
- 監督 - ユージニオ・マーティン
- 脚本 - アーナード・ドゥソー
- 撮影 - アレハンドロ・ウルロア
- 音楽 - ジョン・カカバス

日本語版制作スタッフ
- 演出：吉田啓介
- 翻訳：五十嵐江
- 調整：黒崎裕樹
- プロデューサー：岩本克也（スティングレイ）

日本語版制作：株式会社スティングレイ／グロービジョン